# Mount Woolley

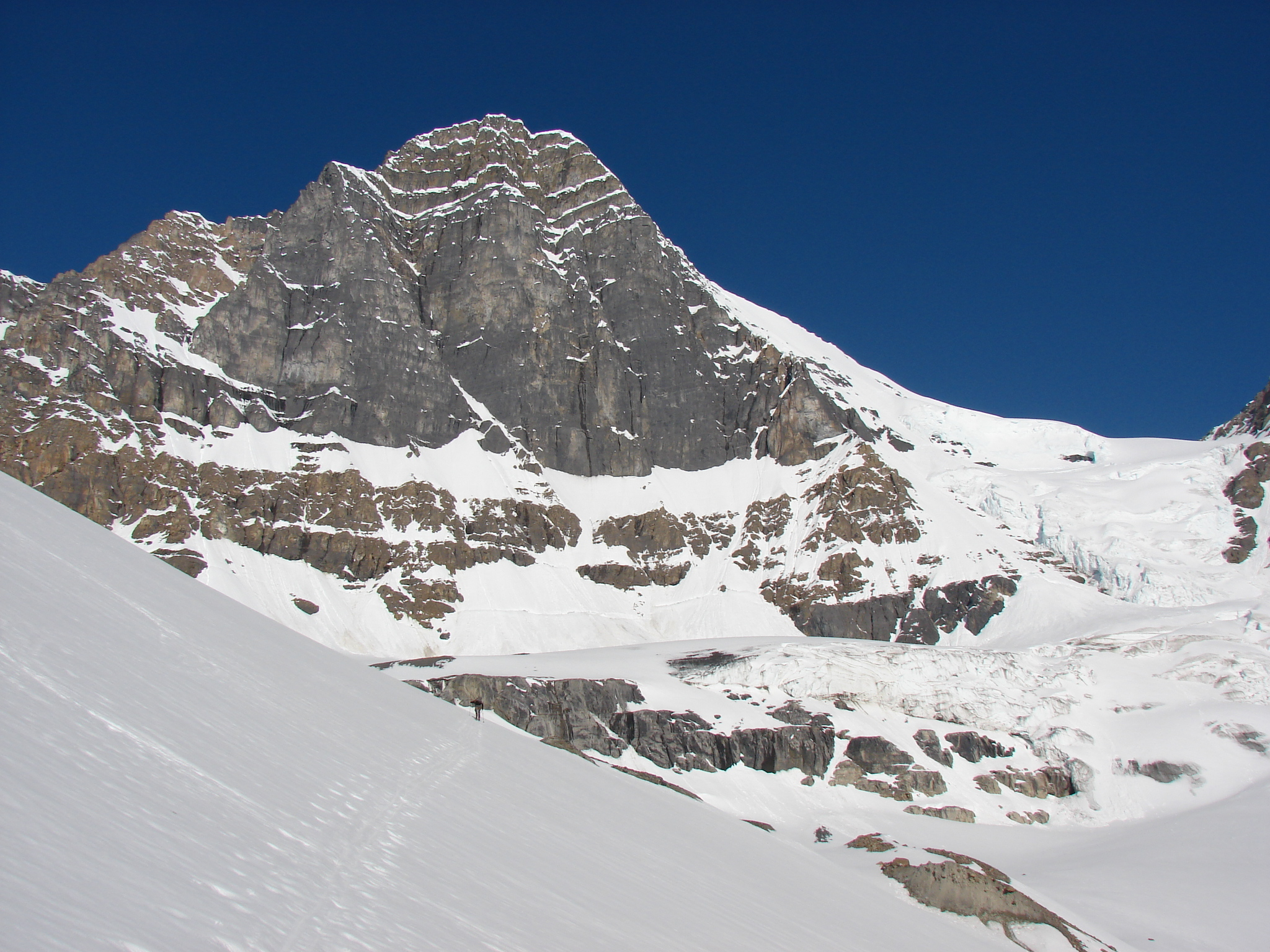
Mount Woolley

Der Mount Woolley befindet sich im Sunwapta River Valley des Jasper-Nationalparks etwa 1,5 km südlich des Diadem Peaks. J. Norman Collie benannte den Berg 1898 nach Hermann Woolley, einem Fußballspieler, der Collie bei seinen Expeditionen 1898 und 1902 in den Kanadischen Rockies begleitet hat.
Den ersten Aufstieg machte 1925 ein japanisches Team, bestehend aus S. Hashimoto, H. Hatano, T. Hayakawa, Y. Maki, Y. Mita and N. Okabe.